# James Harris Simons
James Harris "Jim" Simons (Newton, 1938 – Nova Iorque, 10 de maio de 2024) foi um matemático, investidor bilionário e filantropo estadunidense. Em julho de 2020, sua fortuna foi estimada em 22 bilhões de dólares.
Matemático brilhante, utilizou modelos matemáticos complexos para analisar o mercado e se tornou um dos maiores investidores do mundo.

## Carreira acadêmica e científica
O trabalho matemático de Simons concentrou-se principalmente na geometria e topologia de variedades. Sua tese de doutorado em Berkeley de 1962, escrita sob a direção de Bertram Kostant, deu uma nova prova da classificação de Berger dos grupos de holonomia das variedades riemannianas. Posteriormente, ele começou a trabalhar com Shing-Shen Chern na teoria das classes características, eventualmente descobrindo as classes características secundárias de Chern-Simons de 3 variedades. Mais tarde, o físico matemático Albert Schwarz descobriu a teoria quântica de campos topológica, que é uma aplicação da forma de Chern-Simons. Também está relacionado com o funcional Yang-Mills em 4-manifolds, e teve um efeito na física moderna. Estas e outras contribuições para a geometria e topologia levaram Simons a se tornar o ganhador em 1976 do Prêmio Oswald Veblen de Geometria da Sociedade Americana de Matemática (AMS).  Em 2014, ele foi eleito para a Academia Nacional de Ciências dos EUA.
Em 1964, Simons trabalhou com a Agência de Segurança Nacional para quebrar códigos.  Entre 1964 e 1968, ele fez parte da equipe de pesquisa da Divisão de Pesquisa de Comunicações do Instituto de Análise de Defesa (CRD da IDA) e lecionou matemática no Instituto de Tecnologia de Massachusetts e na Universidade de Harvard. Depois de ser forçado a deixar a IDA devido à sua oposição pública à Guerra do Vietnã, ele se juntou ao corpo docente da Stony Brook University. De 1968 a 1978, ele serviu como presidente do departamento de matemática da Stony Brook University. Simons foi convidado pela IBM em 1973 para atacar a cifra de bloco Lucifer, um precursor inicial, mas direto, do Data Encryption Standard (DES). Simons fundou a Math for America, uma organização sem fins lucrativos, em janeiro de 2004 com a missão de melhorar a educação matemática nas escolas públicas dos Estados Unidos, recrutando professores mais qualificados.

## Morte
Simons morreu em 10 de maio de 2024, aos 86 anos, em Nova Iorque.

## Publicações
- Simons, J. (1967). «Minimal Cones, Plateau's Problem, and the Bernstein Conjecture». Proc Natl Acad Sci U S A. 58 (2): 410–411. Bibcode:1967PNAS...58..410S. PMC 335649. PMID 16578656. doi:10.1073/pnas.58.2.410
- Chern, S.-S.; Simons, J. (Abril 1971). «Some Cohomology Classes in Principal Fiber Bundles and Their Application to Riemannian Geometry». Proc Natl Acad Sci U S A. 68 (4): 791–794. Bibcode:1971PNAS...68..791C. PMC 389044. PMID 16591916. doi:10.1073/pnas.68.4.791
- Bourguignon, J.-P.; Lawson, H. B.; Simons, J. (Abril 1979). «Stability and gap phenomena for Yang-Mills fields». Proc Natl Acad Sci U S A. 76 (4): 1550–1553. Bibcode:1979PNAS...76.1550B. PMC 383426. PMID 16592637. doi:10.1073/pnas.76.4.1550
- Simons, James (Julho 1968). «Minimal Varieties in Riemannian Manifolds». Annals of Mathematics. 88 (1): 62–105. JSTOR 1970556. doi:10.2307/1970556. hdl:10338.dmlcz/144360
- Chern, Shiing-Shen; Simons, James (Janeiro 1974). «Characteristic forms and geometric invariants». Annals of Mathematics. 99 (1): 48–69. JSTOR 1971013. doi:10.2307/1971013